# Monségur (Lot-et-Garonne)
Monségur é uma comuna francesa na região administrativa da Nova Aquitânia, no departamento de Lot-et-Garonne. Estende-se por uma área de 10,99 km². Em 2010 a comuna tinha 409 habitantes (densidade: 37,2 hab./km²).